# Bankowość pocztowa
Bankowość pocztowa – świadczenie usług bankowych przy wykorzystaniu infrastruktury instytucji pocztowych. Celem jest zapewnienie możliwości skorzystania z produktów bankowych osobom odwiedzającym pocztę. Bankowość pocztowa bazuje na efektywnym wykorzystaniu synergii powstałej pomiędzy usługami świadczonymi przez banki oraz placówki pocztowe.
Cechami charakterystycznymi bankowości pocztowej są:
- łatwość dostępu do usług bankowych ze względu na rozległą sieć placówek pocztowych,
- nastawienie na dużą częstotliwość prostych transakcji realizowanych dla szerokiego grona klientów,
- standaryzacja formularzy oraz procedur obsługi klienta,
- koncentracja na obszarach dotyczących płatności i pozyskiwania oszczędności od osób indywidualnych,
- połączenie usług finansowych z usługami pocztowymi[1].

Operatorzy pocztowi na całym świecie poszukują nowych możliwości i usług, które mogą być świadczone przez pocztę. Jest to związane ze zmianami na rynku tradycyjnych usług pocztowych, takich jak listy czy paczki. Postęp cywilizacyjny przyczynił się do rozpowszechniania się usług finansowych. W wielu krajach na świecie (np. w Japonii, Niemczech, Włoszech, ale również w Nowej Zelandii) operatorzy pocztowi zaczęli świadczyć usługi finansowe. Ich silną stroną jest szeroka sieć placówek, która często dociera do miejsc, w których banki czy inne instytucje finansowe nie mają swoich oddziałów.
Model bankowości pocztowej zakłada zrównoważenie przychodów przy spadku przychodów z tradycyjnych usług pocztowych. Sieć pocztowa dzięki temu nie musi być zamykana, ale może funkcjonować dalej przy zbilansowaniu rentowności.
Bankowość pocztowa jest dostępna niemal na całym świecie. W zależności od kraju występują różnice w przyjętym modelu biznesowym bankowości pocztowej:
- model z dominującą rolą operatora pocztowego (m.in. Francja – Efiposte, Niemcy – Postbank),
- model joint venture operatora pocztowego i banku (Irlandia, Wielka Brytania)[4].

W Polsce bankowość pocztowa realizowana jest przez Bank Pocztowy, który obsługuje ponad 1,4 mln klientów.